# Jens Mikkelsen
Jens Mikkelsen Ehrenborg, född 1621 i Fredericia i Sydjylland, död 1690, var en dansk räntmästare, senare svensk ämbetsman. Hans namn stavades även Jens Michelsen och Jöns Michaelson.

## Biografi
Jens Mikkelsen var räntmästare hos kung Kristian IV, men valde att avsäga sig alla uppdrag i Danmark när Skåne togs över av svenskarna år 1658. Det var inte tillåtet för skåningar att ha ämbeten på andra sidan sundet. Jens Mikkelsen blev en god svensk som följde lagen och anpassade sig väl. Han utnämndes 1670 till kommissarie vid skattläggningen i Skåne och blev 1687 svensk adelsman, med namnet Ehrenborg. En gren av släkten upphöjdes 1817 i friherrligt stånd; dess medlemmar skriver sig Ehrenborgh.
Under det skånska kriget höll Mikkelsen låg profil, liksom de flesta andra godsägare av danskt ursprung. Hans slott Hovdala blev hårt medfaret och Mikkelsen övervägde under en tid att återvända till Danmark och var under kriget i kontakt med de danska myndigheterna för att förhöra sig därom, men fick sedan löften om hjälp att återuppbygga det han förlorat i Skåne av de svenska myndigheterna och bestämde sig för att stanna kvar. Under det skånska kriget informerade Mikkelsen danskarna om svenskarnas positioner i nordöstra Skåne, vilket dokument i det danska riksarkivet kan vittna om. Han var bland annat i det danska härlägret vid Malmö den 22 juni 1677 och gjorde rapport om Gyllenstjernas framfart bland bönderna. Dagen efter ansökte han om ett salva guardie intyg som skulle skydda hans egendom från att bli anfallet av danska styrkor. Mikkelsen hade tidigare blivit anmäld till danska myndigheterna som misstänkt för att spionera för svenskarna och när han inbefann sig i det danska härlägret hade han ingen mindre med sig än löjtnant Pieter Sten som betraktades som en av de "argaste" snapphanarna av svenskarna. Mikkelsen hade ett konfliktfyllt förhållande till de trupper som av svenskarna kallades snapphanar, och det är känt från både dokument och legender att han råkade i luven på både kapten Severin och Lille Mads. Båda dessa friskyttar var närvarande när Hovdala attackerades av danska styrkor 1678 och enligt familjen Ehrenborgs legender högg kapten Severin efter Mikkelsen men sabeln slog i dörren och bröts av. I arkiven kan vi dock se att Mikkelsen reste till Malmö med Pieter Sten och avlade frivillig rapport om svenskarna. Mikkelsens dotter Anna Catharina var gift med den uppsvenske lundaprofessorn Martin Nordeman som arresterades för spionage av danskarna i november 1676. Detta faktum gjorde Mikkelsens situation ännu mer utsatt. Riktigt var Mikkelsens sympatier låg är inte klart, men han liksom många skåningar vid den tiden befann sig i en mycket svår position.

### Familj
Ehrenborg var gift med Anna Gjedda (1629–1709), dotter till handelsmannen Mikael Gjedda i Helsingborg. De fick tillsammans barnen Anna Catharina Ehrenborg (1651–1720) som var gift med professorn Martinus Olai Nordeman och professorn Johan Lundersten, professorn Richard Ehrenborg (1655–1700), Sofia Ehrenborg (död 1713) som var gift med räntmästaren Tomas Adlercreutz och kyrkoinspektorn Mikael Ehrenborg (1659–1722).